# Jacksonville, Texas

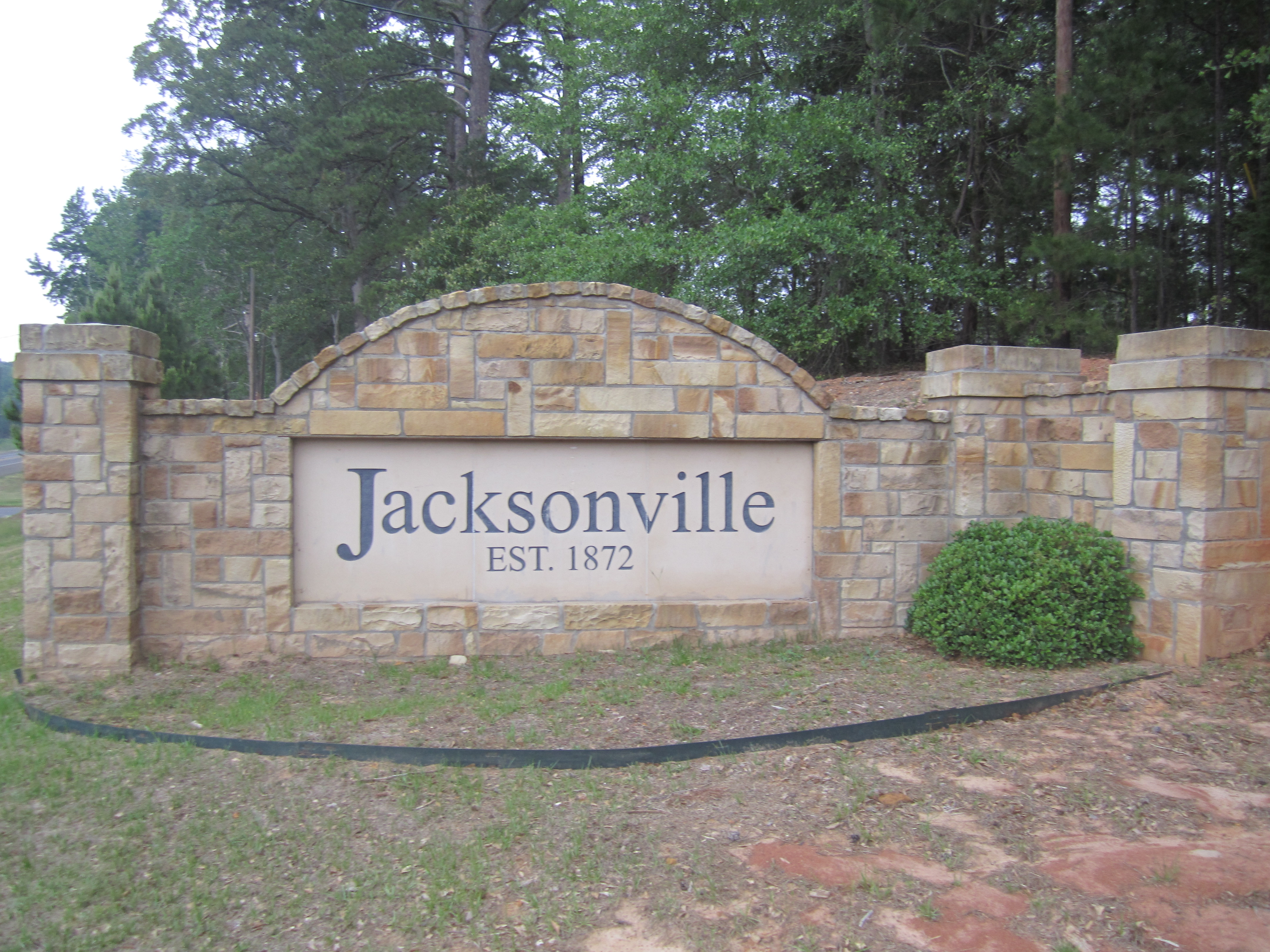
Välkomstskylt vid US Highway 69:s norra infart till staden.

Jacksonville är en stad i Cherokee County i Texas i USA. Befolkningen var 13 997 vid folkräkningen 2020 i USA. Det är huvudorten i Jacksonvilles mikropolitiska statistiska område, som inkluderar hela Cherokee County.
Jacksonville ligger i östra Texas, norr om länets säte, Rusk, och söder om Tyler, i Smith County.
Områdesproduktion och försäljningen av tomater har gett staden titeln "Världens tomathuvudstad". Den imponerande röda järnmalmsstenen Tomato Bowl, byggd av Works Progress Administration- arbetare under den stora depressionen, är hem till Jacksonville High Schools amerikansk fotbolls och fotbollslag, "Fighting' Indians". Årliga evenemang i staden inkluderar "Tops in Texas Rodeo" som hålls i maj och "Tomato Fest"  i juni.